# Église Notre-Dame-en-son-Assomption de Braucourt
L'église Notre-Dame-de-l'Assomption est une église de style classique située à Éclaron-Braucourt-Sainte-Livière, dans le département de la Haute-Marne, en France.

## Patrimoine
L'église est classée monument historique en 1909.

## Architecture
Sa façade occidentale avec sa galerie typique en bois ainsi que la nef sont classées par arrêté du 9 juillet 1909. La statuaire monumentale est classée.

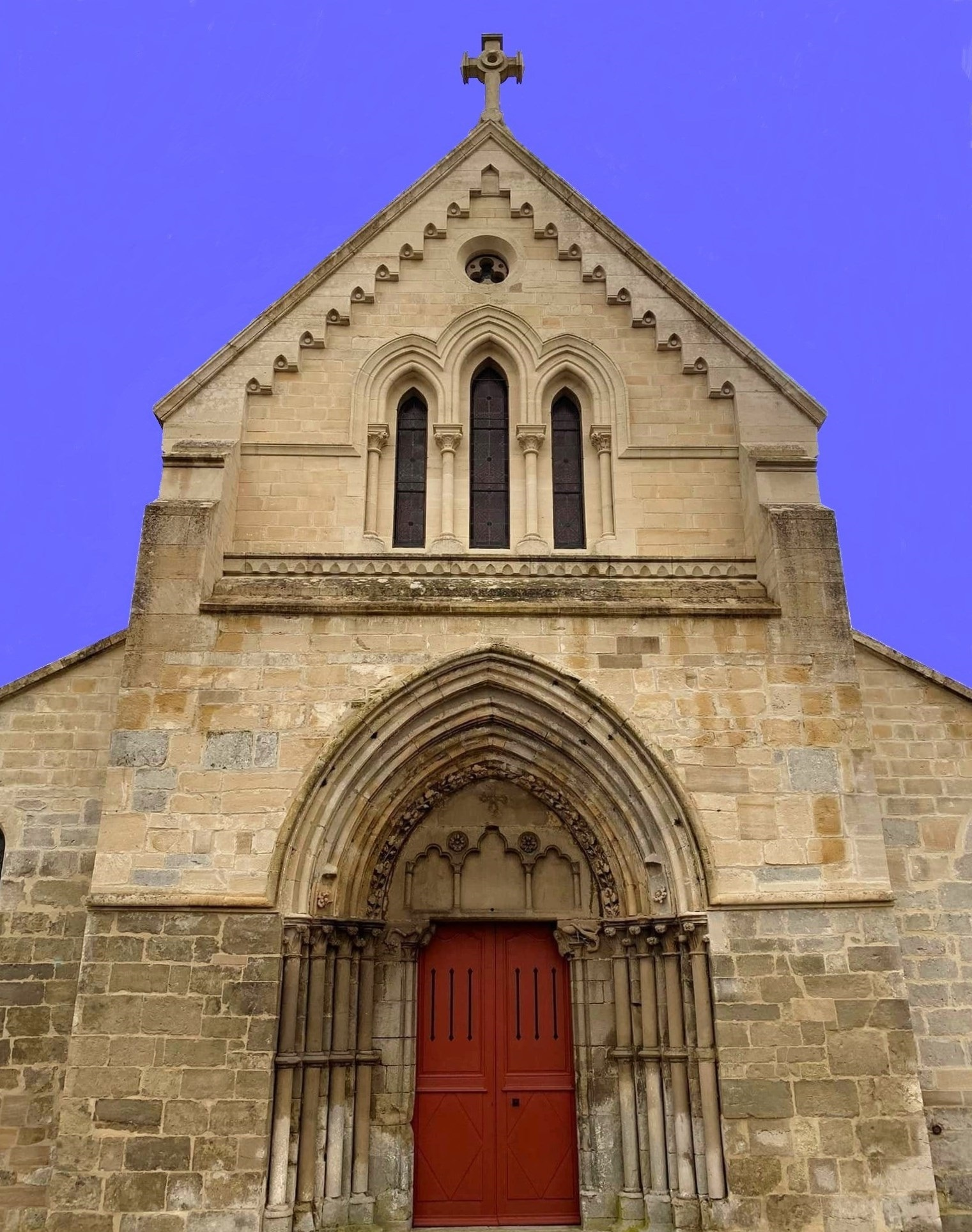
l'église de Braucourt